# 實用漢語水平認定考試
实用汉语水平认定考试，或「实用中国语水平认定考试」（英文：Test of Practical Chinese，通稱為C. TEST）
，是一種面對母语非汉语的人士的漢語考試。其主要用于考察应试者在国际贸易、商務环境中使用汉语的熟练程度。
C.TEST由北京语言大学立项，由北京语言大学汉语水平考试中心具体负责研制。其性質類似于英語的多益（TOEIC）考試。

## 分數與等級
C.TEST分为初级和中高级两个能力等级，并分別進行測試。
- 初级，即C.TEST（E-F级）

分为E级、F级，其单项分和总分都是以300为平均分，以60为标准差，分布范围在0到500之间的导出分数。初級考試适合于已经学习了400－600学时汉语的应试者。
- 中高级，即C.TEST（A-D级）

中高级分为A、B、C、D四个等级，其单项分和总分都是以500为平均分，以150为标准差，分布范围在0到1000之间的导出分数。中高級考試适合于已经学习了1000－2000学时（或更长學時）的汉语的应试者。
考生在參加考試過後，除了可以获得各单项分和总分之外，还會获得一份分数诊断报告，其内容包括对考生听、读、写的能力的评价和判斷。

## 國際分布
- 2006年11月，C.TEST在中国、日本開始實施。
- 2007年6月17日在韩国首次举办考试，并舉辦了相關的說明會。

## 与HSK的区别
相比較HSK而言，C.TEST更偏重实用性，尤其是衡量应试者在国际貿易、商業环境中使用汉语的熟练程度。另外，其听力的比重也比HSK更大。

## 外部連結
- 实用汉语水平认定考试(C.TEST)官方網站
- C.TEST日本官方網站：http://c-test.jp/xp/ （页面存档备份，存于）
- C.TEST韓國官方網站：

## 腳注
1. ↑  漢語水平考試（HSK）官方網站：实用中国语水平认定考试（C.TEST）全介绍：「C.TEST就是“实用中国语水平认定考试”……」 .   [2009-09-03]. （原始内容存档于2009-07-21）.
2. ↑  实用中国语水平认定考试（C.TEST）全介绍：「……如果说HSK是“汉语托福（TOEFL）”的话，那么C.TEST就是“漢語多益（TOEIC）”。……」 .   [2009-09-03]. （原始内容存档于2009-07-21）.